# 동탄국제고등학교
동탄국제고등학교(東灘國際高等學校)는 대한민국 경기도 화성 반송동에 있는 공립 국제고등학교이다.

## 학교 연혁
- 2009년 3월 : 학교설립 기본 계획 수립
- 2010년 7월 : 학교설립 인가
- 2010년 11월 : 2011학년도 신입생 204명 선발
- 2011년 3월 : 정상열 초대 교장(공모제) 취임
- 2011년 3월 : 제1회 입학식(남녀혼성 8학급, 204명)
- 2014년 2월 : 제1회 졸업식(184명)
- 2023년 3월 : 제4대 박윤희 교장 취임
- 2023년 12월 : 제11회 졸업식(190명)
- 2024년 3월 : 제14회 입학식(205명)

## 참고 자료
- 동탄국제고등학교 - 한국교육학술정보원 학교알리미